# Teología de las dos alianzas

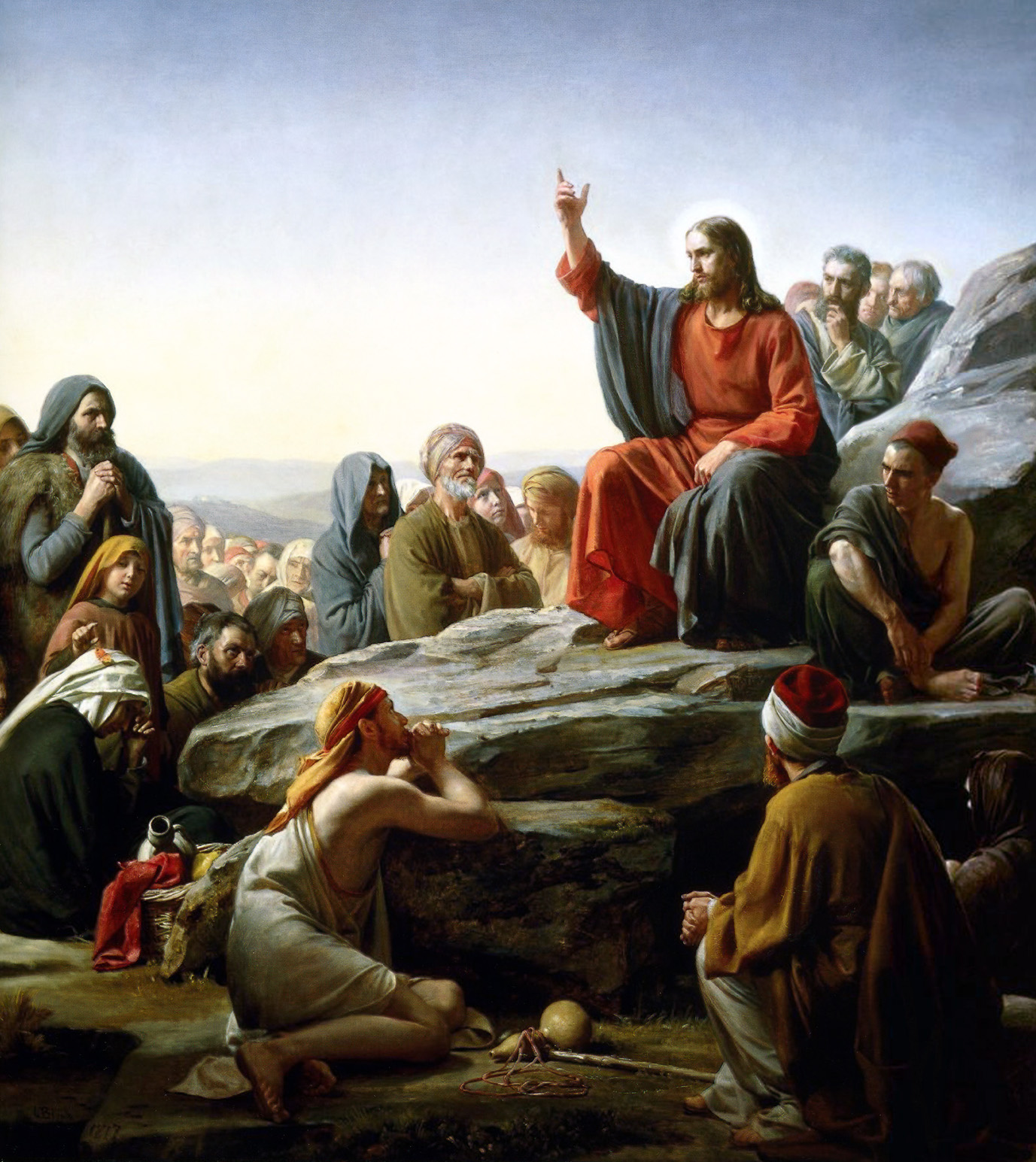
Los cristianos consideran a Jesús el mediador de la Nueva Alianza. Se representa su famoso Sermón de la Montaña en el que comentó la Antigua Alianza.

La teología del doble pacto o teología de los dos pactos es una corriente de pensamiento de la teología cristiana sobre la relevancia de la Biblia hebrea, que los cristianos llaman Antiguo Testamento.
La mayoría de los cristianos sostienen que el Antiguo Testamento ha sido supersesionado por el Nueva Alianza, aunque la ley moral sigue siendo válida (véase teología del pacto). Por el contrario, una minoría sostiene que el pacto mosaico ha sido abrogado. La teología del doble pacto es única en sostener que el pacto mosaico sigue siendo válido para los judíos, mientras que el Nuevo Pacto se aplica también a los no judíos o gentiles.

## Antecedentes
El judaísmo sostiene que en la era posterior al diluvio existe un pacto universalmente vinculante entre Dios y el hombre en forma de las Siete leyes de Noé y que existe además un pacto sinaítico único que se estableció entre Dios y los hebreos en el monte Sinaí. Sin embargo, el judaísmo no ha sostenido históricamente que exista un pacto separado para los gentiles en el que deban convertirse al cristianismo. De hecho, desde la perspectiva maimonidiana, creer en la divinidad de Jesús sería una violación de la Ley de Noé.
El pensador rabínico del siglo XVIII Yaakov Emden incluso opinó:

la intención original de Jesús, y especialmente de Pablo, era convertir solo a los gentiles a las siete leyes morales de Noé y dejar que los judíos siguieran la ley mosaica, lo que explica las aparentes contradicciones en el Nuevo Testamento con respecto a las leyes de Moisés y el sábado.

Más tarde, en el siglo XX, el teólogo judío poco ortodoxo Franz Rosenzweig, como consecuencia de sus coqueteos con el cristianismo, avanzó la idea en su obra La estrella de la redención de que «el cristianismo reconoce al Dios de los judíos, no como Dios, sino como «el Padre de Jesucristo»». El cristianismo se aferra al «Señor» porque sabe que solo a través de él se puede llegar al Padre... Todos estamos totalmente de acuerdo en lo que Cristo y su Iglesia significan para el mundo: nadie puede llegar al Padre sino a través de Él. ¡Nadie puede llegar al Padre! Pero la situación es muy diferente para quien no tiene que llegar al Padre porque ya está con él. Y esto es cierto para el pueblo de Israel».
Daniel Goldhagen, antiguo profesor asociado de Ciencias Políticas en la Universidad de Harvard, también sugirió en su libro A Moral Reckoning que la Iglesia católica debería cambiar su doctrina y el canon bíblico para eliminar las declaraciones que él califica de antisemitas, con el fin de indicar que «el camino de los judíos hacia Dios es tan legítimo como el de los cristianos».

## Judaísmo mesiánico
David H. Stern, un teólogo judío mesiánico, escribió que la teología del doble pacto se dice que tiene su origen en Maimónides. Fue propuesta en el siglo XX por el filósofo judío Franz Rosenzweig y desarrollada por teólogos como Reinhold Niebuhr y James Parkes.[cita requerida]
Estos fundadores creen que el mensaje de Jesús no es para los judíos, sino para los gentiles, y que Juan 14:6 debe entenderse así: «Yo soy el camino, la verdad y la vida; y nadie viene al Padre sino por mí». Stern afirma que el problema de la teología del doble pacto es que «sustituir las palabras de Yeshua «Nadie viene al Padre sino por mí» por «Ningún gentil viene...», supone una violencia inaceptable al sentido claro del texto y a todo el Nuevo Testamento».

## Decreto apostólico

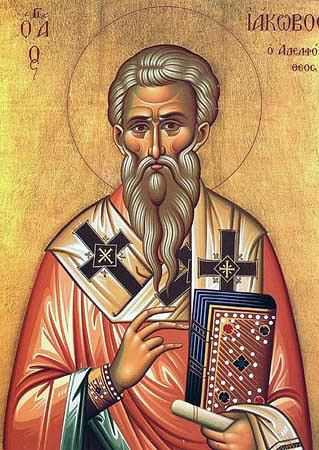
Santiago el Justo, cuyo juicio fue adoptado en el Decreto apostólico de, c. 50 d. C.: «debemos escribirles [a los gentiles] que se abstengan solo de las cosas contaminadas por los ídolos y de la fornicación y de todo lo que haya sido estrangulado y de la sangre...» (NRSV)

El Decreto apostólico del Libro de los Hechos (Hechos 15:19-29) se ha interpretado comúnmente como un paralelo a la Ley de Noé.
Aunque el Decreto Apostólico ya no es observado por muchas denominaciones cristianas en la actualidad, sigue siendo observado en su totalidad por la Iglesia ortodoxa de Grecia.

## Iglesia católica
La teología tradicional supersesionista, ejemplificada en la bula papal del papa Eugenio IV , publicada en el Concilio de Florencia en 1441:

La Santa Iglesia Romana... cree firmemente, profesa y enseña que las cuestiones relativas a la ley del Antiguo Testamento, a la ley mosaica, que se dividen en ceremonias, ritos sagrados, sacrificios y sacramentos, porque fueron establecidas para significar algo en el futuro, aunque eran adecuadas para el culto divino en aquel tiempo, después de que nuestra venida fuera anunciada por ellas, cesaron, y comenzaron los sacramentos del Nuevo Testamento;... tras la promulgación del Evangelio, afirma que no pueden observarse sin perder la salvación eterna. Por lo tanto, todos aquellos que después de ese momento observan la circuncisión, el sábado y los demás requisitos de la ley, la Santa Iglesia Romana los declara ajenos a la fe cristiana y en absoluto aptos para participar en la salvación eterna.

Juan Pablo II apoyó un mayor diálogo entre católicos y judíos, pero no apoyó la teología del doble pacto. El 17 de noviembre de 1980, Juan Pablo II pronunció un discurso ante los judíos de Berlín en el que expuso su visión de las relaciones entre católicos y judíos. Durante el discurso, Juan Pablo II citó la “”Nostra Aetate“”, afirmando que los católicos «se esforzarán por comprender mejor todo lo que en el Antiguo Testamento conserva un valor propio y perpetuo..., ya que este valor no ha sido borrado por la interpretación posterior del Nuevo Testamento, que, por el contrario, ha dado al Antiguo su significado más completo, de modo que el Nuevo recibe del Antiguo luz y explicación».

## Crítica
Se dice que uno de los temas principales de la Epístola a los Romanos de Pablo es que, en lo que respecta a la salvación, los judíos y los gentiles son iguales ante Dios. Romanos, al afirmar que el Evangelio es el mismo para judíos y gentiles, puede plantear un serio problema para la teología del doble pacto.
Gálatas 5:3 se cita a veces como un versículo que apoya la teología del doble pacto. Sin embargo, un problema con este argumento es el contexto de Gálatas 5. Gálatas 5:4 en particular, dice: «Habéis sido separados de Cristo, vosotros que buscáis la justificación por la ley; habéis caído de la gracia». Compárese con Gálatas 2, Gálatas 2:21 en particular, que dice «No anulo la gracia de Dios, pues si la justicia viene por la Ley, entonces Cristo murió en vano». Los eruditos aún debaten el significado de la frase paulina «Obras de la Ley»
Otros escritores también hacen las mismas afirmaciones exclusivas sobre el mensaje cristiano. Juan 14:6 afirma: «Jesús le dijo: «Yo soy el camino, la verdad y la vida; nadie viene al Padre sino por mí»». Pedro, hablando a sus compatriotas judíos acerca de Jesús en Hechos 4:12, dice: «Y en ningún otro hay salvación; porque no hay otro nombre bajo el cielo, dado a los hombres, en el que podamos ser salvos».
La Primera Epístola de Juan afirma: «¿Quién es el mentiroso? Es el hombre que niega que Jesús es el Cristo. Tal hombre es el anticristo: niega al Padre y al Hijo. Nadie que niega al Hijo tiene al Padre; quien confiesa al Hijo tiene también al Padre».

### Católica
El cardenal Avery Dulles criticó la teología del doble pacto, especialmente tal y como se entiende en el documento de la USCCB «Reflexiones sobre el pacto y la misión». En el artículo All in the Family: Cristianos, judíos y Dios, también se han recopilado pruebas de las Escrituras, los Padres de la Iglesia y documentos oficiales de la Iglesia que demuestran que la Iglesia católica no apoya la teología del doble pacto.
Aunque se eliminará de la próxima edición (por orden del Vaticano, por tergiversar la «editio typica»), el Catecismo Católico para Adultos de los Estados Unidos (2006) afirma:

La alianza que Dios hizo con el pueblo judío a través de Moisés sigue siendo eternamente válida para ellos.

En junio de 2008, los obispos decidieron por 231 votos contra 14 eliminar esto de la próxima impresión del Catecismo, porque podría interpretarse en el sentido de que los judíos tienen su propio camino hacia la salvación y no necesitan a Cristo ni a la Iglesia. En agosto de 2009, el Vaticano aprobó el cambio, y el texto revisado dice (de conformidad con la «editio typica»):

Al pueblo judío, al que Dios escogió primero para escuchar su Palabra, «le pertenecen la filiación, la gloria, las alianzas, la entrega de la ley, el culto y las promesas; a él pertenecen los patriarcas, y de su raza, según la carne, es Cristo».

### Protestantes
En 2006, el protestante evangélico Jerry Falwell negó un informe publicado en “”The Jerusalem Post“” según el cual apoyaba la teología del doble pacto:

Durante los 54 años de mi ministerio, siempre he manifestado públicamente mi oposición a la teología del doble pacto... Simplemente no puedo alterar mi profunda convicción en la exclusividad de la salvación a través del Evangelio de Cristo por conveniencia política o teológica. Al igual que el apóstol Pablo, rezo todos los días por la salvación de todos, incluido el pueblo judío.